# Wadeline Jonathas
Wadeline Jonathas (ur. 19 lutego 1998) – amerykańska lekkoatletka specjalizująca się w biegach sprinterskich.
Złota medalistka mistrzostw świata w Dosze w sztafecie 4 × 400 metrów oraz czwarta zawodniczka tych mistrzostw w biegu na 400 metrów (2019). W 2021 zdobyła złoty medal igrzysk olimpijskich w Tokio za bieg w eliminacjach sztafety 4 × 400 metrów. Zdobywczyni brązowego medalu za bieg w eliminacjach mieszanego biegu rozstawnego na mistrzostwach świata w Eugene (2022).
Stawała na podium mistrzostw USA i reprezentowała swój kraj w meczach międzypaństwowych. Złota medalistka mistrzostw NCAA.

## Igrzyska olimpijskie
| Miejsce | Dzień      | Rok  | Miejscowość | Konkurencja   | Czas biegu | Strata | Zwycięzca      |
| ------- | ---------- | ---- | ----------- | ------------- | ---------- | ------ | -------------- |
| 11.     | 4 sierpnia | 2021 | Tokio       | bieg na 400 m | 50,51 s    | -      | Shaunae Miller |

### Mistrzostwa świata
| Miejsce | Dzień          | Rok  | Miejscowość | Konkurencja        | Czas biegu  | Strata   | Zwycięzca       |
| ------- | -------------- | ---- | ----------- | ------------------ | ----------- | -------- | --------------- |
| 4.      | 3 października | 2019 | Doha        | bieg na 400 m      | 49,60 s     | + 1,46 s | Salwa Eid Naser |
| złoto   | 6 października | 2019 | Doha        | sztafeta 4 x 400 m | 3:18,92 min | –        | –               |

## Rekordy życiowe
- Bieg na 200 metrów (stadion) – 22,91 (2021)
- Bieg na 400 metrów (stadion) – 49,60 (2019)
- Bieg na 400 metrów (hala) – 51,32 (2020)